# كيمبرلي هامبتون
كيمبرلي هامبتون (بالإنجليزية: Kimberly Hampton)‏ هي طيارة أمريكية، ولدت في 18 أغسطس 1976 في غرينفيل في الولايات المتحدة، وتوفيت في 2 يناير 2004 في الفلوجة في العراق.